# Deutsche Licenz Tatra

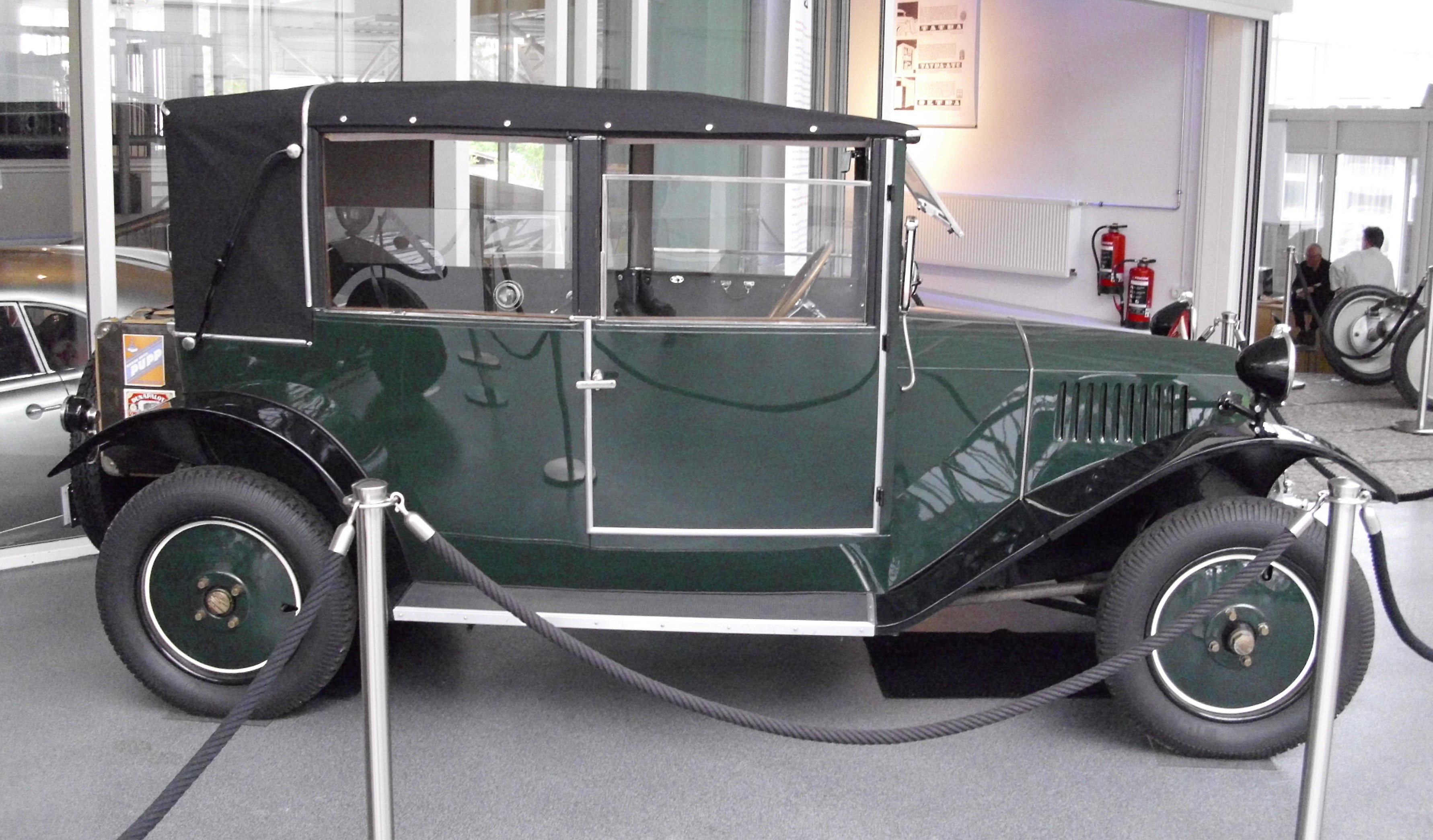
Tatra 11 von Delta (1927)

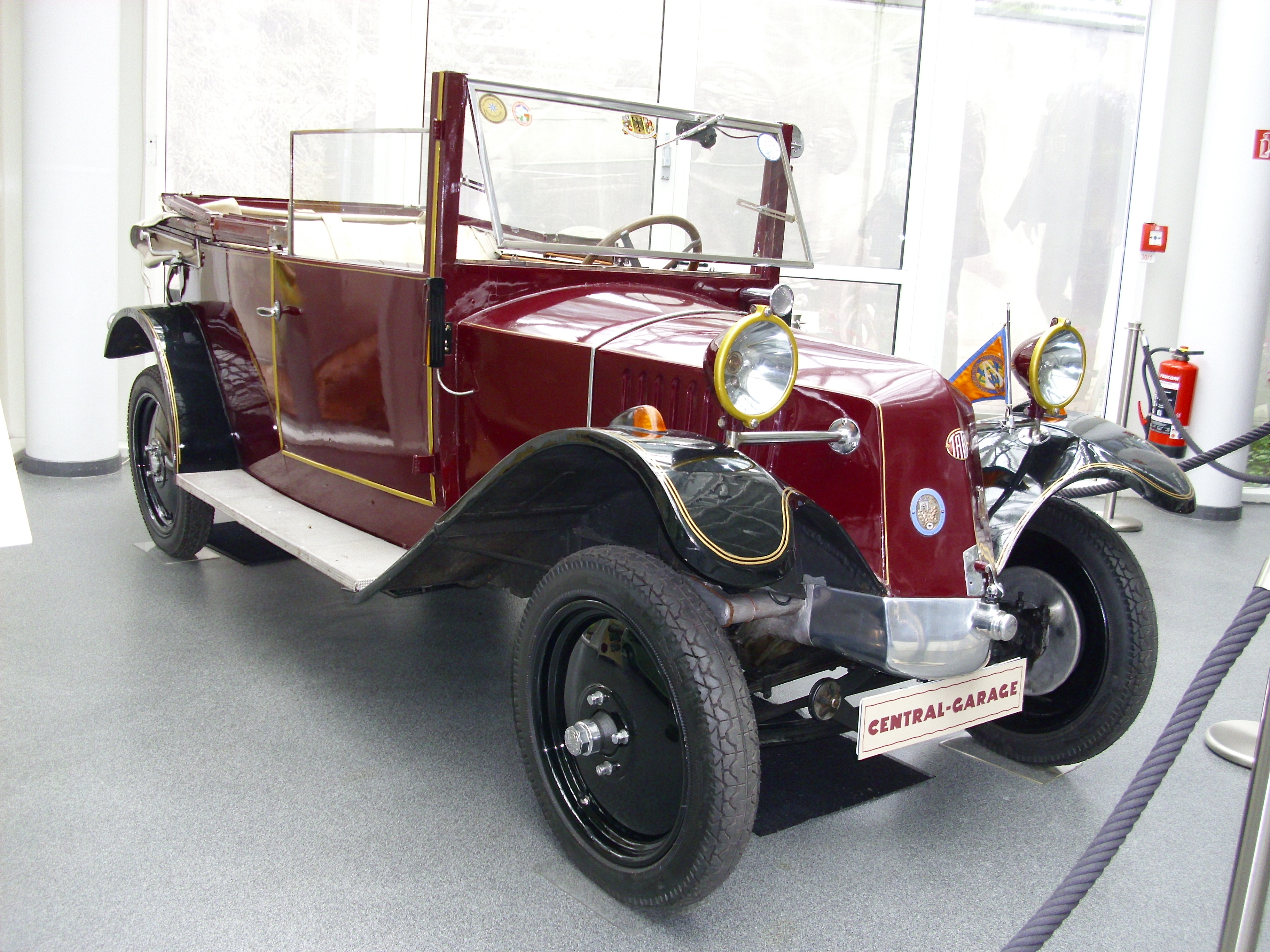
Tatra 4/14 PS von Detra (1928)

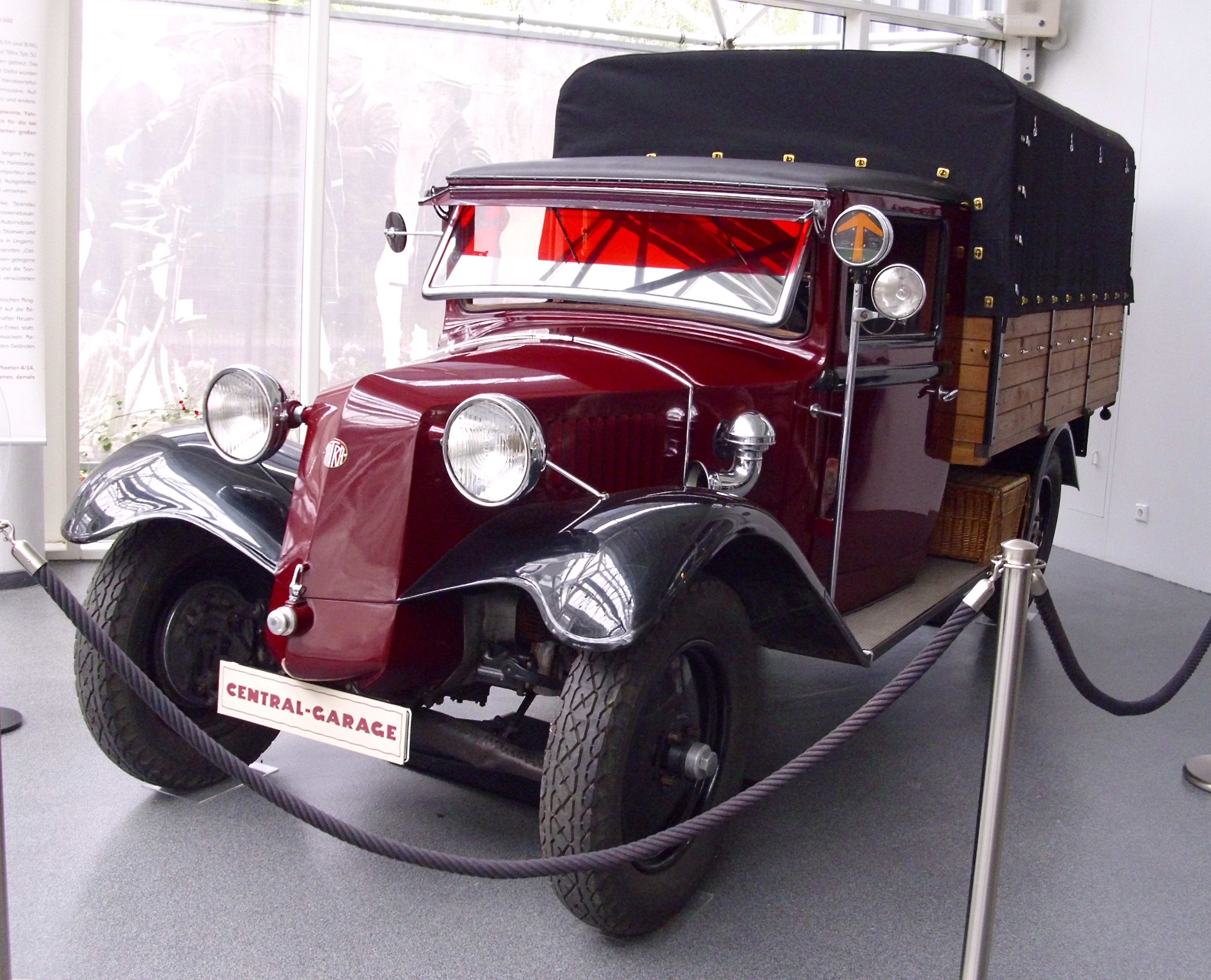
Tatra 8/40 PS von Detra (1931)

Die Deutsche Licenz Tatra Automobile Betriebsgesellschaft mbH, kurz Delta, ab 1928 Detra, war ein deutscher Hersteller von Automobilen.

## Unternehmensgeschichte
Tatra gründete 1925 das Unternehmen als Montagebetrieb. Standort war die Frankenallee 98–102 in Frankfurt am Main. Die Leitung oblag Arthur von Mumm. Der Markenname lautete Tatra. 1933 endete die Produktion. 1938 wurde das Unternehmen aufgelöst.

## Fahrzeuge
Das einzige Modell von Delta war der 11. Dies war die Lizenzproduktion der Modelle Tatra 11 und 12. Für den Antrieb sorgten Zweizylindermotoren mit 1056 cm³ Hubraum und anfangs 12 PS Leistung, später erhöht auf 14 PS.
1928, als aus Delta Detra wurde, erfolgte die Umbenennung in 4/14 PS. 1928 ergänzte der größere 8/40 PS das Angebot. Dieses Modell nach Lizenz Tatra 52 war mit einem Vierzylindermotor mit 1896 cm³ Hubraum und 40 PS Leistung ausgestattet.